# Zelkova sinica
Zelkova sinica är en almväxtart som beskrevs av Camillo Karl Schneider. Zelkova sinica ingår i släktet Zelkova och familjen almväxter. Inga underarter finns listade i Catalogue of Life.